# Phalaikos (Dichter)
Phalaikos (griech. Φάλαικος, lat. Phalaecus) war ein antiker griechischer Dichter, von dem insgesamt 5 kurze Gedichte erhalten sind. Zeit und Ort seines Lebens sind nicht überliefert. Unter der weithin akzeptierten Annahme, dass der in seinem Epigramm Anth. Pal. 13,6 adressierte Lykon mit Lykon von Skarpheia zu identifizieren sei, einem von Alexander dem Großen geschätzten Schauspieler und Komödiendichter, könnte dessen gut bezeugte Anwesenheit bei der Hochzeit von Susa (im Jahre 324 v. Chr.) für dieses Gedicht einen terminus post quem bieten und das Wirken des Phalaikos auf das ausgehende vierte Jahrhundert v. Chr. datieren. Damit zählte er zu den frühesten der hellenistischen Dichter. Aufgrund der von Wilamowitz vorgebrachten Zuordnung des Namens zu Nordgriechenland wird er in der Literatur gelegentlich auch Phalaikos von Phokis benannt, was die Verwechslung mit dem gleichnamigen phokischen Feldherrn provoziert.
Phalaikos gebraucht in den erhaltenen Gedichten verschiedene Versmaße, darunter in dem genannten Epigramm Anth. Pal. 13,6 den charakteristischen Elfsilber, der in der antiken Metrik nach ihm Phalaecium (auch: Phalaecum, versus Phalaeceus, griech. Φαλαίκειον) benannt wurde, daneben aber auch als ‚der‘ Elfsilber schlechthin gilt und entsprechend bezeichnet wird (griech. ἑνδεκασύλλαβος, lat. hendecasyllabus) gilt. Phalaikos ist allerdings nicht der Erfinder dieses Versmaßes, das vor ihm bereits andere verwendet hatten. Er könnte der erste Dichter sein, der den ursprünglich zur Lyrik gehörigen Elfslilber in die Gattung Epigramm einführte und stichisch gebrauchte.
Die erhaltenen Gedichte sind mit einer Ausnahme (Athenaios) in der Anthologia Palatina überliefert; möglicherweise sind sie aus dem ‚Kranz‘ des Meleagros in die Sammlung gekommen.

## Ausgabe und Literatur
- A.S.F. Gow / D. L. Page (edd.): The Greek Anthology. Hellenistic Epigrams, 2 Bde., Oxford 1965 (Text und Kommentar)
- Ulrich von Wilamowitz-Moellendorff: De versu Phalaeceo, in: Griechische Verskunst, Berlin 1921, S. 137–151